# Neosilurus mollespiculum
Neosilurus mollespiculum är en fiskart som beskrevs av Allen och Feinberg, 1998. Neosilurus mollespiculum ingår i släktet Neosilurus och familjen Plotosidae. Inga underarter finns listade i Catalogue of Life.